# Justin McCarthy
Justin McCarthy (Cork, 1830 – Folkestone, 1912) è stato un letterato irlandese.
Deputato liberale dal 1879 al 1900, sostenne l'home rule. Fu inoltre autore di romanzi come Cara Lady Drisdan (1875) e Mononia (1901).